# Turkova grapa
Turkova grapa (tudi Turkov graben) je potok, ki izvira zahodno od naselja Zaplana v Rovtarskem hribovju. Kot levi pritok se izliva v potok Petkovščica, ki nato ponikne severno od Pustega polja, se podzemno združi z vodami Rovtarice se pod Logaškim poljem združuje s potokom Logaščica, del vode pa podzemno odteče k izvirom potoka Bela in tako tvori povirno mrežo Ljubljanice.